# Patte (fixation)
Une patte de fixation est un système de fixation mécanique constitué d'une bande métallique que l'on fixe aux parties à assembler au moyen de clous, de vis.

## Typologie
Fin XVIIIe siècle, en termes de serrurerie, une patte désigne un petit morceau de fer peu large et peu épais, qui sert à tenir en place les lambris, les cloisons, les bâtis de portes et autres, les chambranles, les dormants de fenêtres, les dalles, etc. - L'usage auquel ces pattes sont destinées leur fait donner plusieurs formes et diverses dénominations, comme patte à pointe, droite ou coudée; à scellement, droite, coudée ou à T; à vis, droite ou coudée, avec ou sans scellement d'un bout et avec un filet de l'autre.
- Patte à queue d'aronde - Patte élargie par la tête[S 1].
- Patte à chambranle - Patte qui porte une vis d'un bout[S 1].
- Patte de foncet - Dans une serrure, un morceau de fer battu, de la forme d'une queue d'aronde double, sur lequel est monté le foncet[S 1].
- Patte de canon - Même pièce que pour le foncet[S 1].

Fin XVIIIe siècle, en termes de marbrerie, une patte désigne une bande de fer mince, portant d'un bout un petit talon rond et coudé, et de l'autre un scellement, et qui sert à arrêter en place la pierre sur laquelle sont montés les marbres d'un chambranle - On s'en sert aussi pour arrêter d'autres parties de marbrerie.